# Argyrogramma subaerea
Argyrogramma subaerea är en fjärilsart som beskrevs av Claude Dufay 1972. Argyrogramma subaerea ingår i släktet Argyrogramma och familjen nattflyn. Inga underarter finns listade i Catalogue of Life.